# سیارک ۶۸۳۹
سیارک ۶۸۳۹ (به انگلیسی: 6839 Ozenuma، نامگذاری:1995WB2) شش هزار و هشتصد و سی و نهمین سیارک کشف شده‌است که در ۱۸ نوامبر ۱۹۹۵ کشف شد.
قدر مطلق سیارک برابر ۶۱.۶ است.